# راندي غريغ
راندي غريغ هو لاعب هوكي الجليد كندي، ولد في 19 فبراير 1956 في إدمونتون في كندا.

## وصلات خارجية
- راندي غريغ على موقع دوري الهوكي الوطني (الإنجليزية)
- راندي غريغ على موقع EliteProspects.com (الإنجليزية)
- راندي غريغ على موقع HockeyDB.com (الإنجليزية)
- راندي غريغ على موقع Hockey-Reference.com (الإنجليزية)
- راندي غريغ على موقع اللجنة الأولمبية الدولية (الإنجليزية)
- راندي غريغ على موقع أوليمبيديا (الإنجليزية)
- راندي غريغ على موقع اللجنة الأولمبية الكندية (الإنجليزية)